# Uvernet-Fours

Uvernet-Fours este o comună în departamentul Alpes-de-Haute-Provence din sud-estul Franței. În 1 ianuarie 2022 avea o populație de 502 de locuitori.